# 横浜市立南小学校
横浜市立南小学校（よこはましりつ みなみしょうがっこう）は、神奈川県横浜市南区中里1丁目にある公立小学校。

## 概要
出典
- 明治40年ころ、現在の南小学校の校地には、久良岐郡大岡川村の村役場があった。明治43年に横浜市に編入されると同時に、当時の村役場が、横浜市立大岡小学校として創立の第一歩を踏み出した。

- そして、下の沿革のような変遷を辿って、大岡小学校分校となった。

## 沿革
前史を含む
出典
- 1912年（明治45年）4月1日 - 久良岐郡大岡川村立大岡川小学校設立。
- 1927年（昭和2年）4月1日 - 大岡川村の横浜市への編入により、横浜市立桜岡小学校と改称。
- 1942年（昭和17年）10月24日 - 大久保町に移転し、南青年学校と改称。
- 1947年（昭和22年）5月1日 - 青年学校廃止。六三制実施により、港南中学校となる。
- 1950年（昭和25年）9月1日 - 港南中学校新築移転により、大岡小学校分校となる。
- 1955年（昭和30年）
  - 9月1日 - 大岡小学校分校より独立し、横浜市立南小学校として開校。開校式挙行し、校章制定。
  - 11月18日 - 開校祝賀式典挙行。
- 1960年（昭和35年）10月18日 - 創立5周年記念式典挙行し、校歌制定・校旗推戴。
- 1965年（昭和40年）10月18日 - 創立10周年記念式典挙行。PTA寄贈により、国旗掲揚塔設置。
- 1973年（昭和48年）10月18日 - 校舎増改築落成祝賀式典挙行。
- 1975年（昭和50年）10月 - 創立20周年記念式典挙行。岩石園新設。
- 1985年（昭和60年）
  - 4月5日 - ゆうかり級開設（特殊学級①）。
  - 7月1日 - 機械化警備開始。
  - 10月5日 - 創立30周年記念祝賀会開催。
- 1986年（昭和61年）4月5日 - ゆうかり級開設（特殊学級)。
- 1998年（平成10年）
  - 4月17日 - 小学校国際理解教室開設。
  - 6月15日 -	はまっ子ふれあいスクール開設。
- 2000年（平成12年）12月2日 - 第1校舎と第2校舎の階段手すり取り付け工事。
- 2003年（平成15年）3月20日 - 防球ネット設置。
- 2004年（平成16年）
  - 3月30日 - 防犯カメラ設置。
  - 4月2日 - LAN工事。
- 2006年（平成18年）8月16日 - 防災無線設置。
- 2007年（平成19年）
  - 5月 - 個別支援学級教室分割使用カーテンの設置。
  - 8月 - 高圧ケーブル更新、落雷等過電流逆流防止工事。
  - 9月 - 耐震構造検査。
  - 10月 - 体育館放送機器更新。
- 2008年（平成20年）
  - 4月 - 1年生トイレ改修工事。
  - 6月 - 英語活動開始。
  - 8月 - 普通教室にもインターホンを設置。
  - 12月 - 児童によるトイレ清掃開始。
- 2009年（平成21）
  - 7月 - 耐震補強等工事。
  - 9月 -	校舎外壁塗装工事。
- 2010年（平成22年）
  - 6月 - 地域交流教室（A会議室）にエアコン設置。
  - 7月 -	校舎外壁塗装と第1校舎トイレ洋式化の両工事。
- 2011年（平成23年）7月 - 17教室にエアコン設置（冷暖房）。
- 2012年（平成24年）
  - 6月 - 校務システム導入。
  - 7月 - 第1校舎屋上防水工事。
- 2013年（平成25年）
  - 5月 - プール塗装工事。
  - 8月 - 校庭芝生化（第1期）。
- 2016年（平成28年）2月 - 体育館改築工事。

## 学校教育目標
自ら課題をもち あたたかい心でかかわっていく 南の子
- 自ら課題を見つけ、進んで解決できる力を育てます。（知）
- あたたかい心で人やものにかかわっていく豊かな感性を育てます。（徳）
- 自分の生活を見つめ心と体を鍛え、たくましく生きる力を育てます。（体）
- 地域の人やものを大切にし、他者と協働する力を育てます。（公）
- 様々な社会の変化に柔軟に対応して行動する力を育てます。（開）

## 通学区域
出典
- 大岡1丁目（22番～31番）
- 大岡2丁目（1番～30番）
- 大岡3丁目（2番～4番、10番～23番）
- 弘明寺町（148番地～232番地、267番地(道路以南)）
- 弘明寺町字前田（148番地～232番地）
- 弘明寺町字山下（233番地～266番地、267番地(道路以南)）
- 中里1丁目
- 中里2丁目
- 中里3丁目
- 中里町
- 別所1丁目（1番～5番、8番、11番3号～11番10号）
- 六ツ川1丁目（249番地～250番地1号、250番地4号、250番地5号、250番地8号、388番地）

## 進学先中学校
公立中学校に進学する場合
出典
- 横浜市立南が丘中学校

(南小学校区域のうち大岡一丁目22番から27番まで、28番33号から30番まで、大岡二丁目1番から30番まで、弘明寺町148番地から266番地まで、267番地(道路以南)、中里町、中里一丁目、中里二丁目、中里三丁目、別所一丁目1番から5番まで、8番、11番3号から11番10号まで、六ツ川一丁目249番地から250番地の1まで、250番地の4、250番地の5、250番地の8、388番地)
- 横浜市立藤の木中学校

(南小学校学区のうち、大岡一丁目28番1号から28番32号まで、31番、大岡三丁目2番から4番まで、10番から23番まで)

## 学校周辺
- 神奈川県道21号横浜鎌倉線
- 大岡川
- 京浜急行電鉄本線 - 線路はすぐ近くを通るが、弘明寺駅はやや離れている。
- みうら湯
- 横浜市立大岡公園
- 横浜市立横浜総合高等学校

## アクセス
- 神奈川中央交通「206」・「港61」・「船20」の各系統で、「南小学校前」停留所下車後、徒歩1分。
- 京浜急行電鉄本線弘明寺駅・横浜市営地下鉄ブルーライン弘明寺駅から、共に徒歩12分。